# Regenstauf

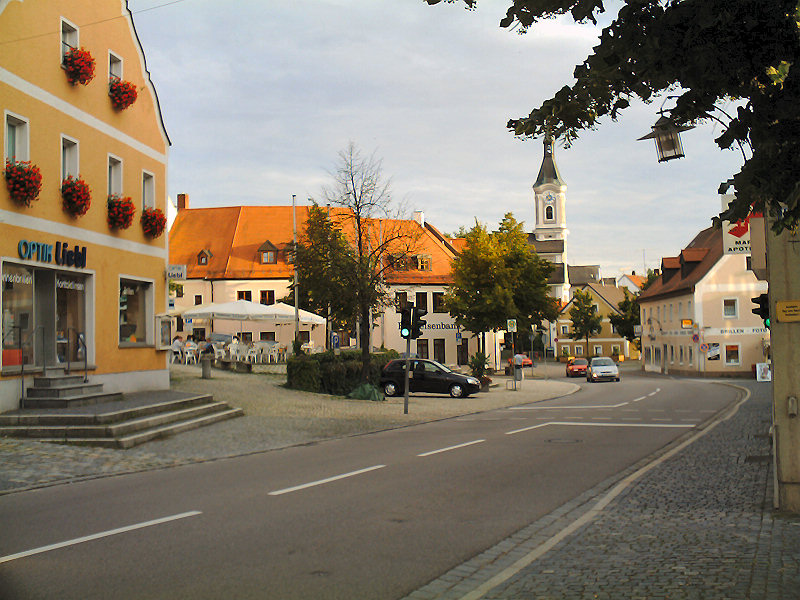
Centrum Regenstaufu

Regenstauf – gmina targowa w Niemczech, w kraju związkowym Bawaria, w rejencji Górny Palatynat, w regionie Ratyzbona, w powiecie Ratyzbona. Leży około 12 km na północ od Ratyzbony, nad rzeką Regen, przy autostradzie A93, drodze B15 i linii kolejowej Ratyzbona–Drezno.